# Matthias Busch (Künstler)
Matthias Busch (* 5. August 1984 in Ost-Berlin) ist ein deutscher Synchronsprecher und Schauspieler sowie Übersetzer, Regisseur und Sänger.

## Biografie
Matthias Busch studierte Anglistik und Romanistik mit Schwerpunkt Spanisch an der Humboldt-Universität zu Berlin. Privat bildete er sich zudem in den Bereichen Gesang und Schauspiel fort. Sein Debüt als Synchronsprecher fand 2014 in der Anime-Serie Digimon Fusion statt. 2024 führte er Dialogregie für das Aufbauspiel Planet Coaster 2 sowie die Disney+-Telenovela Rückkehr nach Las Sabinas.
Mit Maskerade verfasste er in Zusammenarbeit mit Tom van Hasselt (Komposition) ein Jugendmusical, für das er auch Regie führte und welches 2023 in Berlin uraufgeführt wurde.
Als Übersetzer war er maßgeblich an den deutschsprachigen Fassungen verschiedener Ubisoft-Titel beteiligt, darunter insbesondere Assassin's Creed (Valhalla, Mirage und Shadows). Er zeichnet zudem für die deutschsprachigen Fassungen verschiedener Musicals verantwortlich.
Matthias Busch ist Teil des Dark-A-Cappella-Ensembles Stimmgewalt.

## Sprechrollen (Auszug)
Serien
- 2014: für Takeshi Kusao als Christopher Aonuma in Digimon Fusion
- 2017: für Ben Rosenbaum als Mike Hickam in Die Coal Valley Saga (3. und 4. Staffel)
- 2019: für Tyler Ross als Franklin in What/If
- 2019: für Elijah Richardson als Al Morris in When They See Us
- 2020: für Tom Christian als Marcus McBride in White House Farm Murders
- 2022: für Taito Ban als Daniel in Trapped in a Dating Sim
- 2022: für Rafe Soule als Arthur jr in 1923
- 2022: für Won-seok Park als Cho Philip in Glitch
- 2023: für Shintarou Tanaka als Ricky in Meine Arbeit als Missionar in einer gottlosen Welt

Videospiele
- 2024: als EE'zok in Star Wars Outlaws

Hörspiele
- 2021: als Schaller in Und auf Erden Stille von Balthasar von Weymarn

## Diskografie
mit Stimmgewalt (Auszug)
- 2018: Moran Magal: Under Your Bed (Album, SOAL)
- 2019: Joachim Witt: Refugium (Live-Album, Meadow Lake Music)
- 2024: Moran Magal: Time Prisoner (Album, 7hard)
- 2023: ASP: Horrors – A Collection Of Gothic Novellas (Herz & Verstand, 4-CD Limited Edition) mit Krabat [Stimmgewalt Version]
- 2023: Eskhatophonia (Album, 7hard)

## Musicals
- Heathers – Das Musical (Übersetzung, Concord Theatricals)
- Be More Chill (Neuübersetzung mit Timo Radünz und Lukas Bosse, Concord Theatricals)
- Maskerade